# Okręg Altkirch
Okręg Altkirch (fr. Arrondissement d'Altkirch) – okręg we wschodniej Francji. Populacja wynosi 61 200.

## Podział administracyjny
W skład okręgu wchodzą następujące kantony:
- Altkirch,
- Dannemarie,
- Ferrette,
- Hirsingue.